# Manuel de Azevedo (jesuíta)
Manuel de Azevedo (Coimbra, 25 de dezembro de 1713 - Piacenza, 2 de abril de 1796), em italiano Emmanuele de Azevedo, foi um jesuita e escritor português, secretário do Papa Bento XIV, de quem editou toda a obra. Foi autor de textos em latim e italiano, incluindo uma biografia de Santo António que conheceu grande difusão na Itália, nos finais do século XVIII. 

## Biografia
De origem nobre, nasceu em Coimbra, na noite de Natal de 1713, filho do Dr. José António de Azevedo Vieira (Paredes da Beira, bp. 18.09.1674 - Paredes da Beira, 21.04.1752), magistrado, cavaleiro da Ordem de Cristo, 20.º senhor da Casa da Torre das Pedras, em Paredes da Beira, e capitão-mor das Ordenanças da mesma vila (da qual seria depois o 1.º donatário), com sua mulher, D. Luisa da Costa Rebelo da Fonseca, nascida em Paredes da Beira, a 06.11.1686 e falecida a 07.01.1743.
Pelo lado paterno, descendia dos Azevedos, senhores do Couto de Azevedo e de São João de Rei - sendo assim parente do co-fundador da Companhia de Jesus, o padre Simão Rodrigues de Azevedo, e do Beato Inácio de Azevedo - e também dos Vieiras, cujo progenitor fora Álvaro Pires Vieira, padroeiro das igrejas do concelho de Vieira, combatente na batalha de Alfarrobeira, na hoste régia, desembargador régio em 1463 e chanceler da casa do cível em 1471.
Pelo lado materno, descendia dos Costas, ditos de Alpedrinha, cujo primeiro personagem de destaque emergira no século XV, na pessoa do renomado cardeal de Alpedrinha, D. Jorge da Costa.
Foi o terceiro dos sete filhos de seus pais, que casaram a 19.08.1699.
Na infância, foi educado pelo tio paterno, Sebastião Vieira da Silva, prior de Santa Justa de Coimbra, e entrou para o noviciado da Companhia de Jesus, em Coimbra, no ano de 1728.
Depois do noviciado, estudou Humanidades e Filosofia, até 1736. A partir desse ano e até 1739, lecionou Latim, e em seguida Retórica e Humanidades no Colégio de Santo Antão, em Lisboa, e finalmente Retórica na Universidade de Évora, até 1741. 
Nesse mesmo ano, iniciou estudos de Teologia, mas apenas por três meses, pois o Geral da Companhia de Jesus, Frantisek Retz , chamou-o para Roma, onde chegou em Maio de 1742, a fim de prosseguir os estudos teológicos.

### Estadia em Roma
Concluídos os estudos teológicos, a partir de 1746, iniciou um período de intensa actividade, durante o qual, em poucos anos, editou toda a obra do papa Bento XIV e dela redigiu sinopses; foi ainda nomeado consultor da Congregação dos Sagrados Ritos, professor da primeira cátedra de Liturgia, a Schola Sacrorum Rituum do Colégio Romano, e membro das Academias de Liturgia e de História Eclesiástica criadas pelo mesmo Pontífice. 
O nome de Manuel de Azevedo ficaria sobretudo conhecido entre os liturgistas pela edição, em 1752, em Roma, do chamado “Missal de Azevedo”, primeiro volume de uma coleção de textos litúrgicos antigos, que seria interrompida com a sua saída de Roma, dois anos mais tarde.
Foi também Postulador Régio das causas de canonização de D. Afonso Henriques, primeiro monarca português.

#### Privilégios concedidos pelo Papa à capela dos Azevedos
A sua proximidade com o Papa Bento XIV levou este a conceder vários privilégios à capela do solar ancestral da família de Manuel de Azevedo, em Paredes da Beira (a capela dos Santos Mártires), nomeadamente - em 12 de dezembro de 1749 - o de a isentar da jurisdição episcopal, ficando diretamente subordinada ao Papa, privilégio esse que, em Portugal, apenas à capela real havia sido concedido.
Durante este período, o Rei D. João V, muito devoto, também lhe confiou vários encargos, incluindo, como referido, o de postular a causa da beatificação do primeiro rei de Portugal, e ainda o de organizar catálogos de relíquias de santos, para serem impressos luxuosamente. 

#### Mercê dos Direitos Reais de Paredes da Beira
Finalmente, por Decreto de 8 de abril de 1750 (formalmente assinado por D. José I, mas ainda no reinado de D. João V, então enfermo, que faleceria a 31 de julho desse ano), a Coroa fez mercê ao pai de Manuel de Azevedo "dos direitos que pelo Foral da Villa de Paredes se pagão a minha Fazenda para os poder vincular perpetuamente como lhe parecer .. em satisfação de todos os serviços do supplicante e dos mais que fizer em sua vida, e algumas razões que me forão presentes, e por graça e motivo especial".
Nessa época era raríssima a concessão de mercês fora da Lei Mental (para mais, tratando-se da mercê de donatário, de juro e herdade, dos direitos reais de uma vila - algo que, a ser atribuído pelo monarca e sempre a título excepcional, seria provavelmente a favor de um membro da alta nobreza da Corte, o que não era o caso). 
A coroa, no decreto da doação, não quis declarar os motivos da mesma, mas é possível que a respectiva causa esteja no eficaz apoio prestado por Manuel de Azevedo, graças à sua proximidade com o Papa, à pretensão de D. João V de lhe ser atribuído pela Santa Sé o título de Sua Majestade Fidelíssima - um objetivo que, após longos anos de diligências, foi finalmente alcançado em 23 de dezembro de 1748, ou seja, apenas alguns meses antes da doação do senhorio da vila de Paredes.

### Saída forçada de Roma (década de 1750)
Por pressão do futuro Marquês de Pombal, foi afastado de Roma em meados da década de 1750. A proximidade entre o Papa e Manuel de Azevedo, a influência que este exercia em Roma e a sua ligação à Jacobeia - uma seita importante, que existiu em Portugal no século XVIII, e que advogava uma reforma da vida religiosa e moral do país - tornaram-no, para Sebastião José de Carvalho e Melo, um obstáculo a eliminar. Além disso, circulavam em Roma muitos  inimigos de Azevedo, nomeadamente Jesuítas, que eram na sua maioria opositores dos Jacobeus. 
A saída forçada de Roma significou, para Manuel de Azevedo, uma interrupção abrupta das atividades que até então desenvolvera, incluindo a publicação de textos litúrgicos antigos e a lecionação da cátedra de Liturgia, que ele havia idealizado e depois organizado.
Contudo, não regressou a Portugal, pois sempre manteve a esperança de ver revogada a ordem que o afastara de Roma, e nunca abandonaria  a sua actividade literária. 
Viveu em várias cidades italianas e encontrava-se em Fano, em 1773, quando a Companhia de Jesus, a que pertencia, foi extinta. 

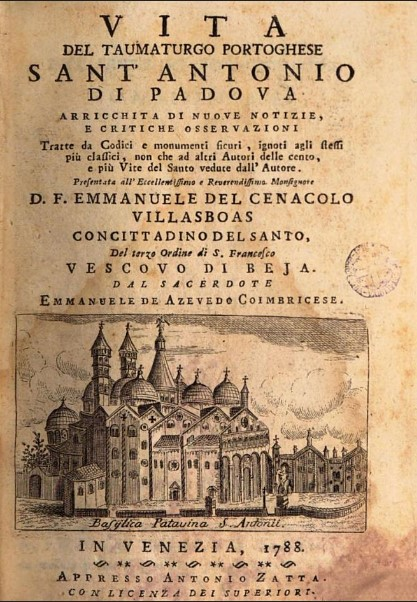
A biografia de Santo António, escrita em italiano por Manuel de Azevedo, na sua 1.ª edição, publicada em Veneza, no ano de 1788

### Atividades literárias após a extinção da Companhia de Jesus
A supressão da Companhia de Jesus causou naturalmente fortes emoções em Manuel de Azevedo, como aliás em muitos outros jesuítas da época, que amiúde expressaram a sua tristeza através de escritos compostos em latim. 

#### Versos em Latim
Azevedo compôs uma grande quantidade de versos latinos durante esses anos infelizes, incluindo um poema épico de quatro livros sobre o regresso dos jesuítas expulsos das colónias americanas e uma descrição pormenorizada, em doze livros, da cidade de Veneza. Escreveu também uma coleção de epístolas, em versos latinos, intitulada Epistolae ad heroas (publicada em Veneza, 1781), vagamente inspirada em Ovídio. 
Nos seus versos em latim, Azevedo procura expiar a sua própria tristeza pela supressão da Companhia, e tenta ainda reconfortar os seus confrades espanhóis, portugueses e americanos - que agora viviam no exílio, nos Estados Papais e também na Rússia de Catarina, a Grande.

#### Publicação da biografia de Santo António (1778)
Ainda em  Veneza, Azevedo publicou no ano de 1778 o livro Vita del Taumaturgo Portoghese Sant’Antonio di Padova, na época considerada a melhor biografia do santo português e que constituiu um enorme sucesso de vendas, com sucessivas reedições (a 1.ª edição é de 1788, a 2.ª de 1789, a 3ª de 1793 e a 4ª do ano de 1818), além de várias traduções, em espanhol, português e - parte da obra - em polaco.
De notar que os dotes literários e linguísticos eram tradição na família de Manuel de Azevedo, nomeadamente presentes com grande destaque na sua tia-avó, a dramaturga Ângela de Azevedo, autora de três peças de teatro em espanhol, sendo uma de apenas seis dramaturgas que se sabe terem escrito em castelhano, na Península Ibérica do século XVII. E um de seus irmãos, D. Joaquim de Azevedo, (Frei Joaquim da Encarnação, como frade crúzio), escreveu - perto do final do século XVIII - uma História Eclesiástica da cidade e bispado de Lamego, que seria publicada em 1877.

## Sucessão na capela dos Azevedos
Tendo os seus irmãos seguido, tal como ele, carreiras religiosas e falecido sem descendência, a sucessão da casa e capela da Torre das Pedras, na chamada quinta de Azevedo (ou da Corredoura), e do Senhorio dos Direitos Reais de Paredes da Beira passou para sua irmã, D. Maria Clara Francisca Joaquina de Azevedo e Távora Vieira da Silva, que foi assim a 3.ª donatária dos referidos Direitos Reais, e em cuja descendência - Lemos de Azevedo, depois Castro Lemos (condes do Côvo) e finalmente Sousa Pinto - seguiu até hoje a posse do solar e capela da quinta de Azevedo.
Manuel de Azevedo faleceu na Itália, em Piacenza, no dia 2 de Abril de 1796.

## Curiosidades
Quando o futuro czar Paulo I e sua mulher, a futura czarina Maria Feodorovna (Sofia Doroteia de Württemberg) visitaram Veneza no início de 1782, Manuel de Azevedo ofereceu-lhes pessoalmente dois tomos das suas poesias, dedicados a Catarina II e aos príncipes russos.